# Fontana (Califòrnia)
Fontana és una ciutat ubicada al Comtat de San Bernardino a Califòrnia, Estats Units d'Amèrica, de 189.021 habitants segons el cens de l'1 de gener de l'any 2009 i amb una densitat de 1.716,5 habitants per km². Fontana és la 122a ciutat més poblada del país. Es troba a uns 80 quilòmetres per carretera a l'est de Los Angeles. L'actual alcalde és Mark Nuaimi.